# Staša Baloh Plahutnik
Staša Baloh Plahutnik, slovenska strokovnjakinja za razvoj podjetništva , * 29. november 1956, Trbovlje, Slovenija. 
Staša Baloh Plahutnik je po diplomi iz ekonomije na ljubljanski univerzi leta 1980 delovala predvsem na področju ustanavljanja malih podjetij in svetovanja. Bila je med ustanovitelji in prva direktorica družbe Oria. 
Od leta 1993 je kot državna sekretarka za malo gospodarstvo pomembno sodelovala pri ustanavljanju nacionalnih podpornih institucij. Od leta 1998 je na Ministrstvu za gospodarstvo vodila sektor za evropske zadeve in bila vključena v več pogajalskih skupin za vstop Slovenije v Evropsko unijo. Kot državna sekretarka za zaposlovanje 2000-2004 je pripravila Nacionalni program razvoja trga dela. Na Ministrstvu za delo, družino in socialne zadeve je potem vodila sektor za evropske programe. 
Od leta 2006 je strokovna sodelavka in vodja projektov na Regionalnem centru za razvoj v Zagorju. Leta 2008 je postala direktorica območne zbornice Zasavje, ki spada pod okrilje Gospodarske zbornice Slovenije. Septembra 2016 je zaključila magistrski študij na Ekonomski fakulteti v Ljubljani. Istega leta se je tudi zaposlila v GZS.